# Thimister-Clermont
Thimister-Clermont (wa. Timister-Clairmont) – miejscowość i gmina (commune) w Belgii, w Regionie Walońskim, w prowincji Liège, w okręgu Verviers. 1 stycznia 2024 roku liczyła 5587 mieszkańców.

## Podział administracyjny
W skład gminy wchodzą dwie dzielnice (section):
- Clermont
- Thimister